# Battaglia di Prestonpans
La battaglia di Prestonpans, conosciuta inizialmente come battaglia di Gladsmuir, fu combattuta il 21 settembre (2 ottobre secondo il calendario gregoriano) 1745 nella località scozzese di Prestonpans (East Lothian) tra l'esercito giacobita guidato da Carlo Edoardo Stuart e l'esercito hannoveriano guidato da John Cope. La battaglia, vinta dai giacobiti, rappresentò il primo significativo conflitto in seno alla seconda insurrezione giacobita e causò circa 330 morti (di cui 300 tra le truppe hannoveriane).

## I fatti
La guerra di successione austriaca fece sì che all'inizio del 1745 il grosso delle forza britanniche fosse impegnato nelle Fiandre; incoraggiato dalla vittoria francese a Fontenoy nell'aprile 1745, Carlo Edoardo Stuart salpò per la Scozia a luglio, sperando di trarne vantaggio. Quando sbarcò a Eriskay, nelle Ebridi Esterne, il 23 luglio, la maggior parte di coloro che furono contattati gli consigliarono di tornare in Francia, ma alla fine ne furono persuasi abbastanza, in particolare Donald Cameron di Lochiel, i cui inquilini fornirono gran parte della forza giacobita. La ribellione fu formalmente lanciata a Glenfinnan il 19 agosto.
Sir John Cope, comandante dei governativi in Scozia, era un soldato competente con tra i 3000 e i 4000 soldati disponibili, ma molti erano reclute inesperte. Fu ostacolato dalla scarsa intelligenza e dai consigli, in particolare dal marchese di Tweeddale, l'allora Segretario di Stato per la Scozia, che sottovalutò costantemente la gravità della rivolta. Una volta confermata la posizione di Carlo, Cope lasciò la sua cavalleria e l'artiglieria a Stirling sotto Thomas Fowke e marciò sul Corrieyairack Pass, il principale punto di accesso tra le Highlands occidentali e le Lowlands. Il controllo avrebbe permesso a Cope di bloccare la rotta verso la Scozia orientale, ma trovò gli Highladers già in possesso e si ritirò a Inverness il 26 agosto.
Gli obiettivi giacobiti rimasero poco chiari fino all'inizio di settembre, quando Cope seppe che stavano usando la rete stradale militare per avanzare su Edimburgo. Considerando che l'unico modo per raggiungere la città prima era via mare, le sue truppe furono caricate sulle navi ad Aberdeen. Cominciarono a sbarcare a Dunbar il 17 settembre, ma ancora una volta era troppo tardi; Carlo era entrato nella capitale scozzese lo stesso giorno, sebbene il castello di Edimburgo fosse rimasto nelle mani del governo. 

## La battaglia
Raggiunto a Dunbar da Fowke e dalla cavalleria, Cope era sicuro di essere abbastanza forte da sconfiggere un esercito giacobita Scarsamente armato di meno di 2000 uomini. Allo stesso tempo, Carlo ordinò alle sue forze di spostarsi ad est da Edimburgo ed i due eserciti entrarono in contatto nel pomeriggio del 20 settembre; Cope schierò le sue forze rivolte a sud, con un'area paludosa immediatamente di fronte, le mura del parco che proteggevano la loro destra e i cannoni dietro l'argine del Tranent a Cockenzie Waggonway, che attraversava il campo di battaglia.
La corte marziale istituita nel 1746 per rivedere la condotta di Cope concordò che il terreno era ben scelto e la disposizione delle sue truppe appropriata. Tuttavia, questo è stato minato da vari fattori, uno è la scarsa qualità di alcuni alti ufficiali, tra cui James Gardiner i cui dragoni fuggirono in preda al panico da un piccolo gruppo di Highlanders nel cosiddetto "Coltbridge Canter" del 16 settembre. Inoltre, gran parte della fanteria di Cope mancava di esperienza; fino a maggio, il reggimento di Lascelles era stato impiegato nella costruzione di una strada militare vicino a Loch Lomond. Alla fine, i suoi artiglieri erano così male addestrati che inviò un messaggero al castello di Edimburgo chiedendo sostituzioni, ma che non lo raggiunse mai. 

Battaglia di Prestonpans: L'esercito di Cope originariamente si affacciava a sud con l'area paludosa di fronte (contrassegnata in blu), quindi poi ruotava a est, lungo la Tranent Waggonway.

Carlo voleva attaccare immediatamente, ma Murray sostenne che la loro carica sarebbe stata rallentata dal terreno paludoso di fronte al centro di Cope, esponendo gli Highlanders alla sua potenza di fuoco superiore. Sebbene la sua valutazione fosse corretta, fu la prima di una serie di feroci discussioni tra i due che avrebbero fatalmente indebolito la leadership giacobita. Murray convinse la maggioranza che solo un attacco contro il fianco sinistro aperto dell'esercito di Cope aveva qualche possibilità di successo, e Robert Anderson, il figlio di un contadino locale che conosceva bene la zona, gli parlò di un percorso attraverso le paludi. Alle 4 del mattino, l'intera forza giacobita iniziò a muoversi a tre di fianco lungo la gola di Riggonhead, a est della posizione di Cope.
Per prevenire un attacco a sorpresa durante la notte, Cope tenne accesi i fuochi davanti alla sua posizione e appostò non meno di 200 dragoni e 300 fanti come picchetti. Una compagnia degli Highlanders di Loudon sotto Macpherson di Cluny aveva disertato da Cope pochi giorni prima; le restanti tre compagnie furono incaricate di sorvegliare lo spiazzo dei bagagli delle provviste a Cockenzie and Port Seton, mentre circa 100 volontari furono congedati fino al mattino successivo e persero la battaglia. Avvertito dai suoi picchetti del movimento giacobita, Cope ebbe abbastanza tempo per spingere il suo esercito verso est e riposizionare il suo cannone. Quando gli Highlanders iniziarono la loro carica, i suoi artiglieri fuggirono, lasciando che i loro ufficiali sparassero. 

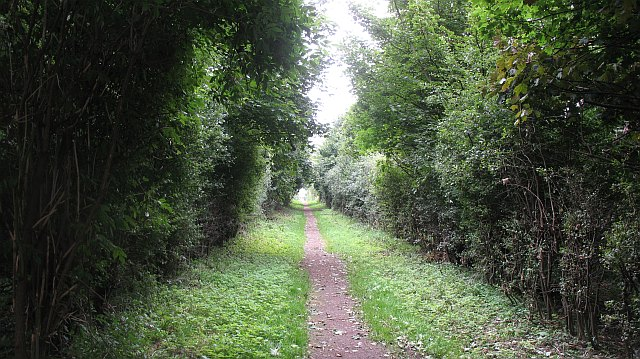
I resti del Tranent to Cockenzie Waggonway

I due reggimenti dei dragoni sui fianchi furono presi dal panico e si allontanarono, lasciando Gardiner ferito a morte sul campo di battaglia ed esponendo la fanteria al centro. Attaccati su tre lati, furono travolti in meno di 15 minuti, con la ritirata bloccata dalle mura del parco alle loro spalle; alcuni sono fuggiti quando gli Highlanders si sono fermati a saccheggiare il convoglio dei bagagli. Le perdite del governo furono da 300 a 500 morti e feriti e da 500 a 600 fatti prigionieri, molti in seguito furono rilasciati sulla parola per risparmiare le spese di detenzione; i giacobiti stimarono le proprie perdite da 35 a 40 morti e da 70 a 80 feriti.
Abbandonato dai suoi artiglieri, il comandante dell'artiglieria, il tenente colonnello Whitefoord, riuscì a fuggire dopo essere stato risparmiato da Stewart di Invernahyle; in seguito restituì il favore ottenendo il perdono per lui dopo che Stewart fu catturato a Culloden. Anche Cope riuscì a fuggire e Lascelles riuscì a farsi strada, anche se la maggior parte del suo reggimento fu catturata; con Fowke e i dragoni, raggiunsero Berwick-upon-Tweed il giorno successivo con 450 sopravvissuti. Gardiner fu poi portato dal campo a Tranent, dove morì durante la notte e un obelisco per commemorare la sua morte fu eretto a metà del XIX secolo. Nel 1953 fu eretto un memoriale per i morti di entrambe le parti vicino al luogo della battaglia, con un deposito di carbone che da sopra offriva un punto di osservazione privilegiato per i visitatori.

## Conseguenze
Diverse ore dopo la battaglia, Cope scrisse a Tweeddale, declinando ogni responsabilità per la sconfitta; "Non posso rimproverarmi; il modo in cui il nemico è arrivato è stato più rapido di quanto si possa descrivere... e la causa per cui i nostri uomini hanno preso un panico distruttivo..." Insieme a Fowke e Lascelles, fu poi processato da una Corte marziale; tutti e tre furono esonerati, la Corte decise che la sconfitta fu dovuta alla "condotta vergognosa dei soldati", ma Cope non ricoprì mai più un comando di alto livello.
La battaglia di Killiecrankie nel 1689 mostrò che anche truppe esperte lottarono con la ferocia della carica delle Highlands, una lezione rafforzata a Prestonpans e Falkirk Muir nel gennaio 1746. Il suo punto debole era che se la carica iniziale fosse fallita, gli Highlanders non erano attrezzati per mantenere la loro posizione; al tempo di Culloden in aprile, le truppe di Cumberland erano state addestrate a contrastare questa tattica e di conseguenza avevano inflitto pesanti perdite agli scozzesi.
La vittoria significava che ora la ribellione era presa più sul serio; a metà ottobre arrivarono a Montrose due navi francesi, portando denaro, armi e un inviato, il marchese d'Eguilles. Cumberland e 12000 soldati furono richiamati dalle Fiandre, inclusi 6000 mercenari tedeschi che arrivarono a Berwick-upon-Tweed pochi giorni dopo Cope. Questi erano immediatamente disponibili, essendo stati catturati a Tournai nel mese di giugno, quindi rilasciati a condizione che non combattessero contro i francesi. 
La discussione prima della battaglia tra il principe Carlo e Lord Murray fu il primo episodio di una relazione sempre più irritabile e il Consiglio giacobita trascorse le successive sei settimane a discutere di strategie. L'inversione dell'Unione del 1707 fu un fattore significativo nel supporto giacobita scozzese, che ora sembrava possibile e volevano consolidare la loro posizione. Carlo e i suoi consiglieri in esilio sostenevano che solo la rimozione del regime di Hannover avrebbe potuto garantire la fine dell'Unione, e ciò significava un'invasione dell'Inghilterra. Gli scozzesi alla fine acconsentirono dopo che Carlo aveva assicurato loro un sostanziale sostegno inglese e francese; lasciarono Edimburgo il 4 novembre, entrando in Inghilterra l'8 novembre, e le forze governative del generale Roger Handasyd ripresero Edimburgo il 14.
Durante la marcia verso sud, il Consiglio si riuniva quotidianamente per discutere la strategia e, a Derby, il 5 dicembre, i suoi membri consigliavano in modo schiacciante il ritiro, l'unico dissidente significativo era Carlo. Non c'era alcun segno del promesso sbarco francese, e nonostante le grandi folle che si sono rivelate per vederli, solo Manchester ha fornito un numero significativo di reclute; Preston, una roccaforte giacobita nel 1715, ne fornì tre. La notizia di un altro convoglio di rifornimento francese in arrivo a Montrose sembrò convalidare la preferenza originale per rimanere in Scozia, e i giacobiti si diressero a nord il giorno successivo. L'insurrezione terminò con la sconfitta a Culloden nell'aprile 1746.

## La battaglia nella cultura di massa
- Alla battaglia fanno riferimento alcune canzoni popolari scozzesi scritte da Adam Skirving (1719-1803), tra cui Hey, Johnnie Cope, Are Ye Waking Yet?[10][11]
- La battaglia viene citata nella canzone Rebellion dei Grave Digger: «The town of Edinburgh fell soon in our hands Defeated the English at the Battle of Prestopans»
- Il decimo episodio della seconda stagione di Outlander, dal titolo appunto Prestonpans, vede i protagonisti impegnati nella battaglia.
- I capitoli 48-49-50 del romanzo storico Waverley di Walter Scott narrano di questa battaglia.